# Dark Messiah of Might and Magic
Dark Messiah of Might and Magic est un jeu de tir à la première personne avec une pointe de jeu de rôle basé sur l'univers de Might and Magic. Il a été développé par Arkane Studios en partenariat avec Ubisoft. Le mode multijoueur est développé par le studio anglais Kuju. Le jeu est sorti en France le 26 octobre 2006. Il existe une version collector du jeu, qui apporte quatre armes supplémentaires, une skin pour le mode multijoueur, un plan détaillé des cartes du multijoueur, le making-of, et la bande originale du jeu.
Une version Xbox 360, baptisée Dark Messiah of Might and Magic: Elements, est sortie le 14 février 2008.

## Résumé
Dans la peau de Sareth, jeune apprenti du magicien Phenrig, entraîné aux arts de la magie et de la guerre, le joueur devra empêcher la prophétie du 'Messie de l'Ombre' de se réaliser. Devenez guerrier, mage ou assassin, et utilisez armes blanches et sortilèges pour parvenir à vos fins. Le destin du monde est entre vos mains.

## Prologue
Développé par les auteurs d'Arx Fatalis et basé sur la fameuse licence Might And Magic, le Dark Messiah of Might and Magic d'Ubisoft est un véritable jeu de rôle en représentation à la première personne. Dark Messiah emprunte quelques éléments aux classiques jeux de rôle, mais le titre d'Arkane Studios lorgne davantage du côté du jeu d'action en vue subjective et repose d'ailleurs sur le moteur graphique d'un autre FPS majeur, Half-Life 2.
L'aventure permet d'incarner  Sareth, un jeune homme qui vient tout juste de boucler son apprentissage auprès du puissant Phenrig, et qui ne rêve que d'une seule chose : mettre en pratique les sortilèges que lui a inculqué son maître. Le premier chapitre de l'aventure solo débute alors que Sareth est chargé par Phenrig d'apporter un cristal à un puissant magicien du nom de Menélag. Hélas, à peine arrivé dans la cité libre de Heaumeroc, le joueur doit faire face à une attaque de grande envergure.
Le premier chapitre est aussi l'occasion de faire connaissance avec Leanna, nièce de Menelag, dont notre but sera de lui porter assistance tout au long de la partie. Ainsi qu'un succube fort avenant qui a élu domicile dans le corps de Sareth, et dont les railleries incessantes sur les faits et gestes des protagonistes entourant Sareth sont autant de petites notes humoristiques très plaisantes.

## Progression
La progression du jeu se fait de manière on ne peut plus classique avec une succession de petits objectifs primaires et secondaires qui guident le joueur tout au long de la mission. Chaque objectif accompli permet d'obtenir quelques points de compétence qu'il est possible d'attribuer à différentes caractéristiques permettant de donner plus de personnalité à Sareth. On peut choisir d'en faire une brute épaisse redoutable au corps à corps ou, au contraire, d'améliorer sa maîtrise de l'arc, des arcanes magiques ou des techniques d'infiltration, de cambriolage.
Ainsi, les compétences ne sont pas de simples valeurs sur une fiche de personnage et elles influencent réellement les actions du joueur qui aura donc tout intérêt à exploiter les caractéristiques qu'il a fait progresser. Chaque combat, chaque objectif peut effectivement être abordé de différentes manières selon que Sareth développe sa ruse ou sa force physique. Dans le premier cas, il tentera plus volontiers de passer dans le dos de ses ennemis pour leur asséner une terrible "attaque traître" ou pour exploiter les éléments du décor à son avantage. Dans le second cas au contraire, il usera des nombreuses techniques de combat à l'épée, des parades avec bouclier et des coups de pied pour déstabiliser ses adversaires, les projeter dans le vide ou leur trancher purement et simplement la tête.

## Ventes
Ce jeu s'est écoulé à un million d'exemplaires[réf. nécessaire].

## Moteur
Le moteur du jeu est le Source engine mis au point par Valve pour Half-Life 2. Ce moteur permet de nombreuses fantaisies, notamment au niveau de la gestion de la physique. Ainsi, il est possible de balancer des objets à la tête des ennemis, de faire rouler des tonneaux pour les emporter dans les escaliers ou de briser des piliers.
Sur le plan graphique, Dark Messiah of Might and Magic est une réussite mais le moteur d'Half-Life 2 ne gère pas au mieux les lumières dynamiques. Les décors sont splendides, les créatures possèdent des animations très détaillées et la bande-son plonge le joueur dans l'ambiance. L'aspect technique est donc réussi, même s'il faut signaler quelques bugs.

## Modes multijoueur
Le module réseau multijoueur est indépendant du reste du jeu et a d'ailleurs été développé par un autre studio, Kuju Entertainment. Jusqu'à trente-deux joueurs peuvent se combattre au travers de cinq modes différents : deathmatch, deathmatch en équipe, capture du drapeau, Colisée et croisade. Les trois premiers sont des reprises de modes couramment utilisé dans le jeux multijoueurs de tir à la première personne, alors que le Colisée n'est qu'une simple arène où les joueurs s'affrontent les uns après les autres.
Plus original, le mode croisade met en opposition une équipe d'Humains et une équipe de Morts-Vivants. La croisade prend alors la forme d'une mini-campagne de cinq cartes qui débute en "terrain neutre", sur une carte centrale. Dès qu'une équipe est victorieuse, on passe à la carte suivante qui se rapproche de la "base" de la formation vaincue. Le but étant bien sûr de l'emporter sur la carte finale de chaque camp qui correspond à la forteresse des Humains ou des Morts-Vivants. Contrairement à la campagne solo, il faut ici choisir une classe de personnage (archer, assassin, chevalier, magicien, prêtre), mais il est encore possible d'améliorer son personnage grâce à l'expérience accumulée au fil des batailles.

## Configuration matérielle
- Système d'exploitation : Windows XP
- Mémoire RAM : 512 Mo
- Processeur : Pentium 4: 2,2 GHz
- Carte graphique : 128 Mo (GeForce 6800, Radeon x800), Directx 9.0c
- Espace disque : 7 Go
- Média : DVD

## Accueil

### Nominations et récompenses
- G4TV, la plus importante  chaîne de télévision américaine dédiée au jeu vidéo, a élu Dark Messiah comme « meilleur jeu PC du salon E3 2006 ». G4 classe aussi Dark Messiah parmi les meilleurs jeux du salon, toutes catégories confondues.
- Les éditeurs de 1UP.com, Electronic Gaming Monthly, Computer Gaming World  et de US Playstation Magazine ont annoncé  leurs sélection des meilleurs jeux du salon E3 2006. Dark Messiah est classé comme finaliste  parmi les meilleurs jeux d'action.
- GameSpot nomme les meilleurs jeux du salon E3 2006 et Dark Messiah est finaliste dans 4 catégories : meilleur jeu d'action-aventure, meilleure surprise du salon, meilleur jeu PC et meilleur jeu du salon.

### Critique
- Eurogamer : 8/10[3]
- GameSpot : 6,7/10[4]
- GameSpy : 3/5[5]
- IGN : 8,8/10[6]
- Jeuxvideo.com : 17/20[7] - 12/20 (Elements)[8]
- Jeuxvideo.fr : 7/10[9]